# Berles-au-Bois
Berles-au-Bois é uma comuna francesa na região administrativa de Altos da França, no departamento de Pas-de-Calais. Estende-se por uma área de 8,9 km². Em 2010 a comuna tinha 523 habitantes (densidade: 58,8 hab./km²).